# Astana Cup 2010
Il Astana Cup 2010 è un torneo professionistico di tennis maschile giocato sul cemento, che faceva parte dell'ATP Challenger Tour 2010. Si è giocato ad Astana in Kazakistan dal 23 al 29 agosto 2010.

## Partecipanti

### Teste di serie
| Nazionalità | Giocatore          | Ranking* | Testa di serie |
| ----------- | ------------------ | -------- | -------------- |
| Russia      | Igor' Kunicyn      | 117      | 1              |
| Russia      | Konstantin Kravčuk | 152      | 2              |
| Slovacchia  | Andrej Martin      | 210      | 3              |
| Slovacchia  | Marek Semjan       | 240      | 4              |
| Russia      | Andrej Kumancov    | 302      | 5              |
| Russia      | Artem Sitak        | 315      | 6              |
| Rep. Ceca   | Jan Minář          | 318      | 7              |
| Cina        | Zhang Ze           | 327      | 8              |

- Ranking al 16 agosto 2010.

### Altri partecipanti
Giocatori che hanno ricevuto una wild card:
- Yuki Bhambri
- Anton Saranchukov
- Serizhan Yessenbekov

Giocatori che hanno ricevuto uno special exempt:
- Michael Venus

Giocatori passati dalle qualificazioni:
- Samuel Groth
- Sadik Kadir
- Denis Matsukevich
- Nikolaus Moser
- Gilad Ben Zvi (lucky loser)
- Michail Elgin (lucky loser)

## Campioni

### Singolare
Igor' Kunicyn ha battuto in finale  Konstantin Kravčuk, 4–6, 7–6(5), 7–6(3)

### Doppio
Michail Elgin /  Nikolaus Moser hanno battuto in finale  Wu Di /  Zhang Ze, 6–0, 6–4